# Parque Estadual Serra da Baitaca
O Parque Estadual Serra da Baitaca está localizado entre os municípios de Quatro Barras e Piraquara na região metropolitana de Curitiba, capital do Estado do Paraná. Foi criado em 5 de junho de 2002,possui área total de 3053,21 ha e está sob responsabilidade do Instituto Ambiental do Paraná. É uma unidade de conservação de grande importância turística, natural e histórica.

## Galeria de imagens

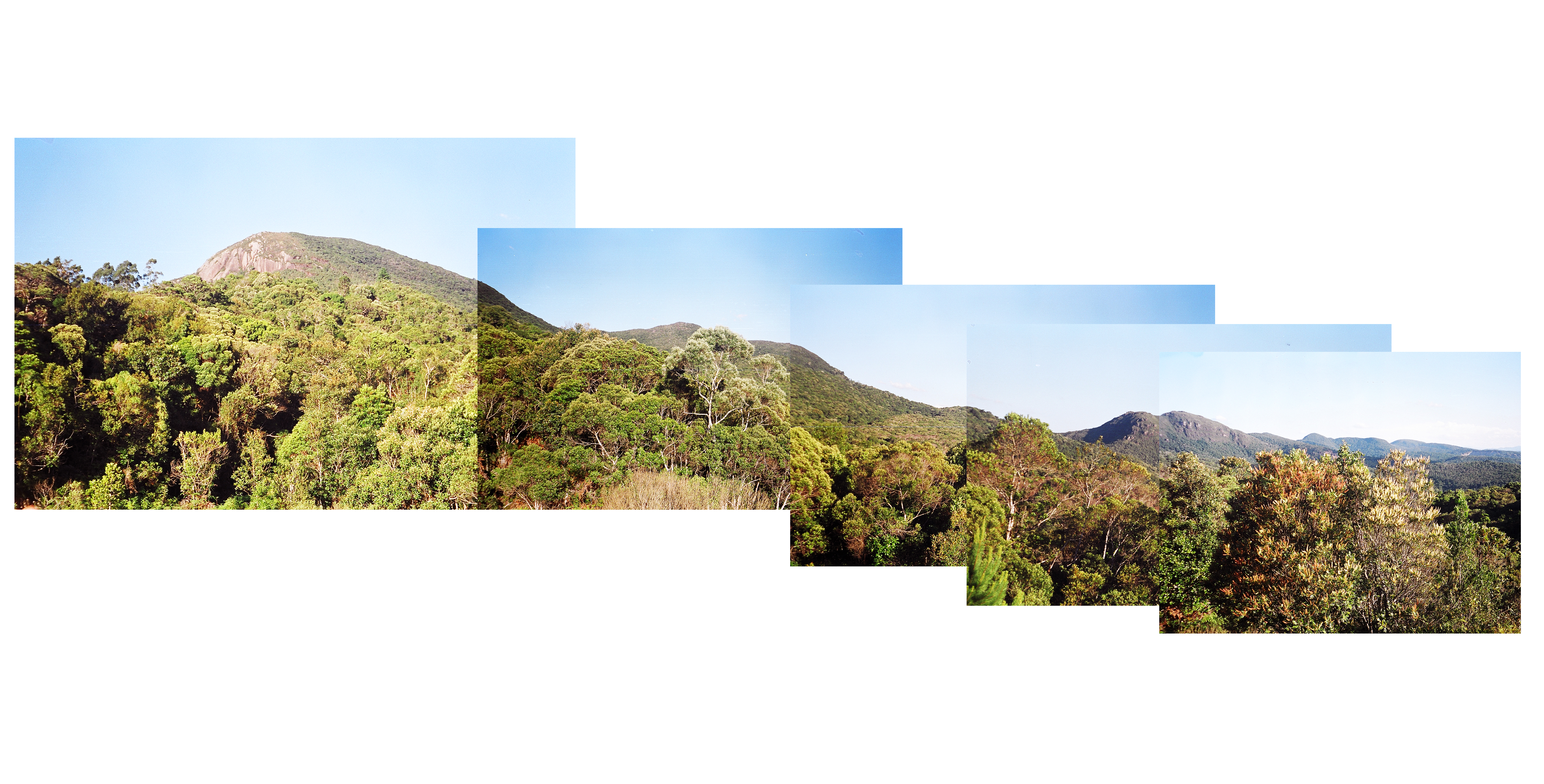
Paisagem, Serra da Baitaca, vista da base em Quatro Barras
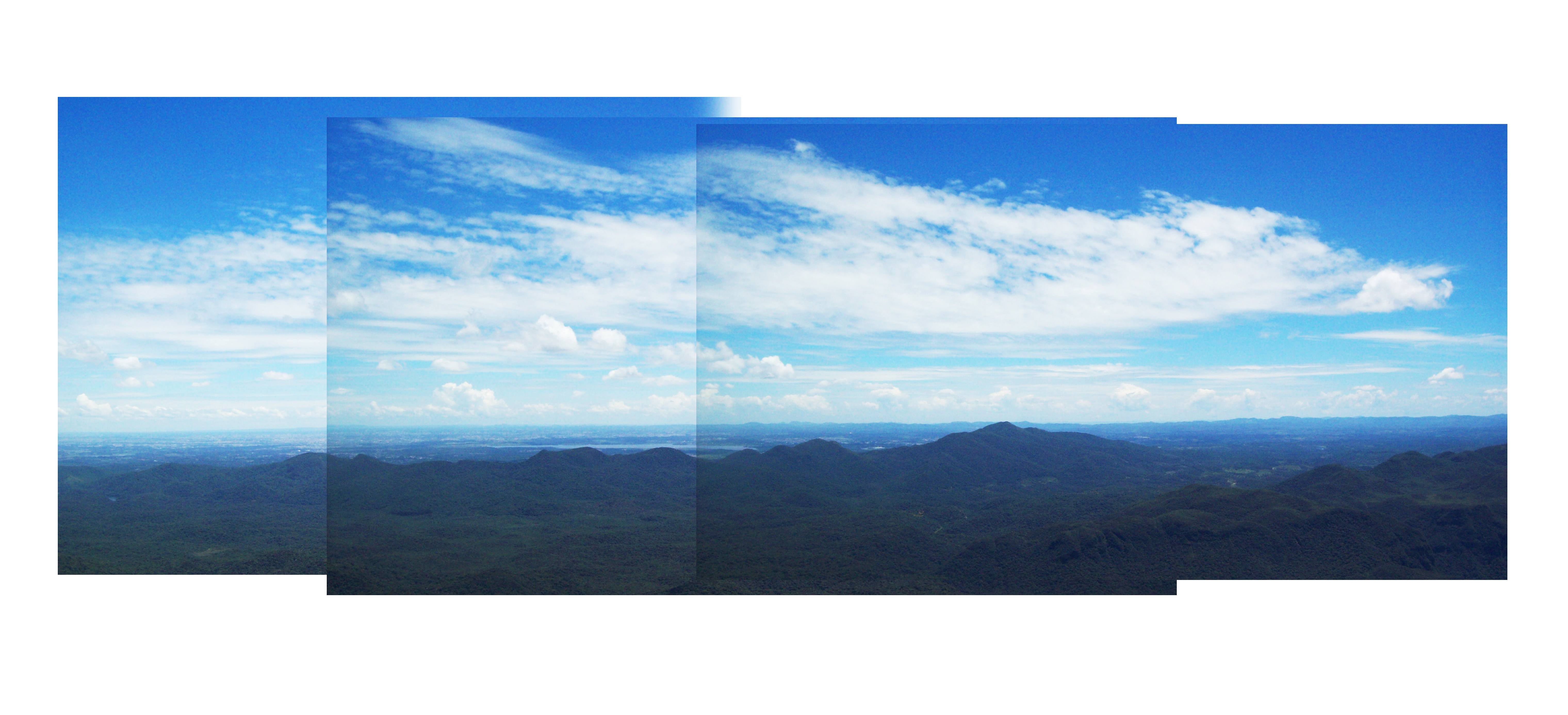
Paisagem, Serra da Baitaca, vista do conjunto Marumbi
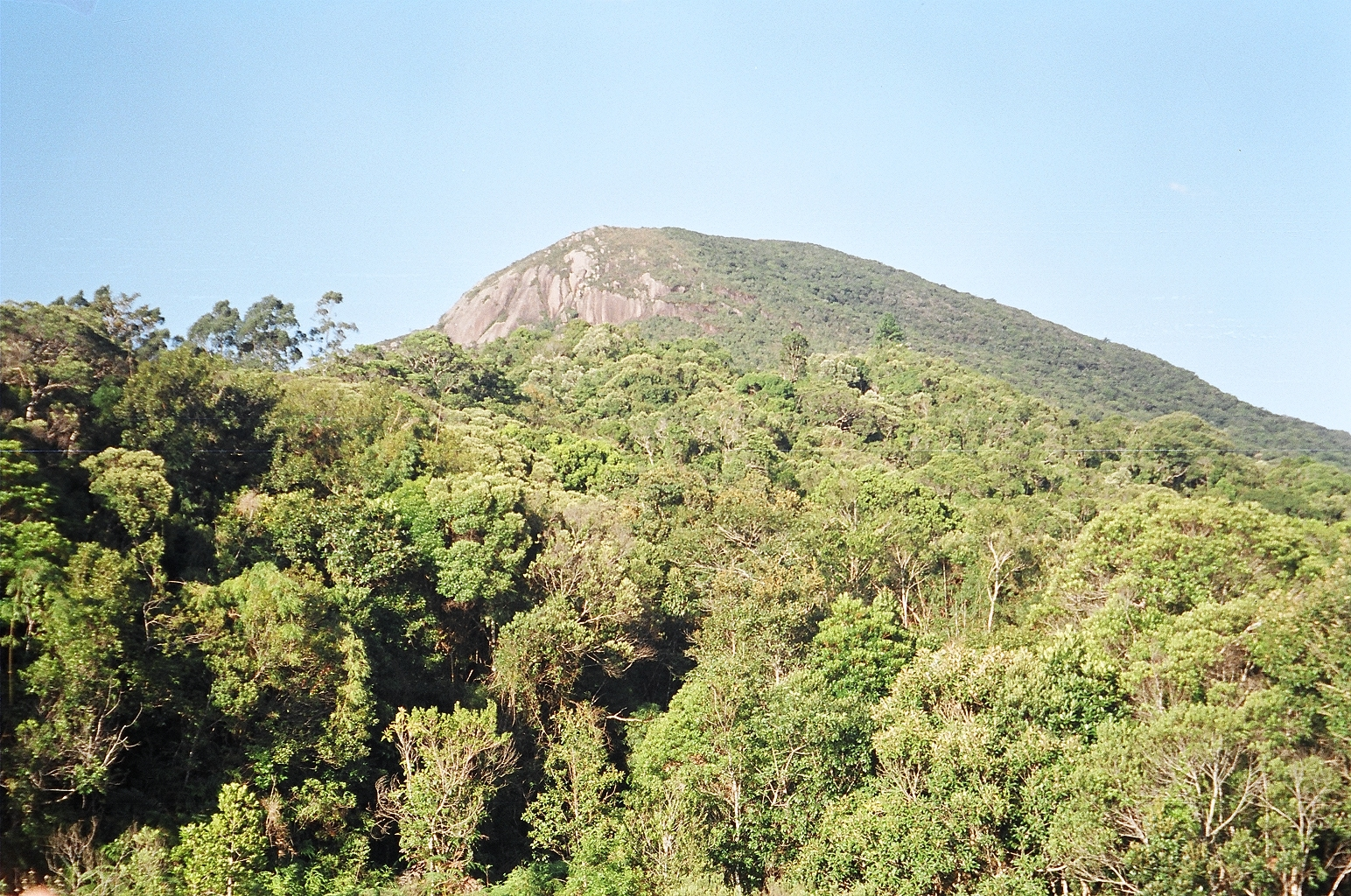
Morro do Anhangava, Serra da Baitaca
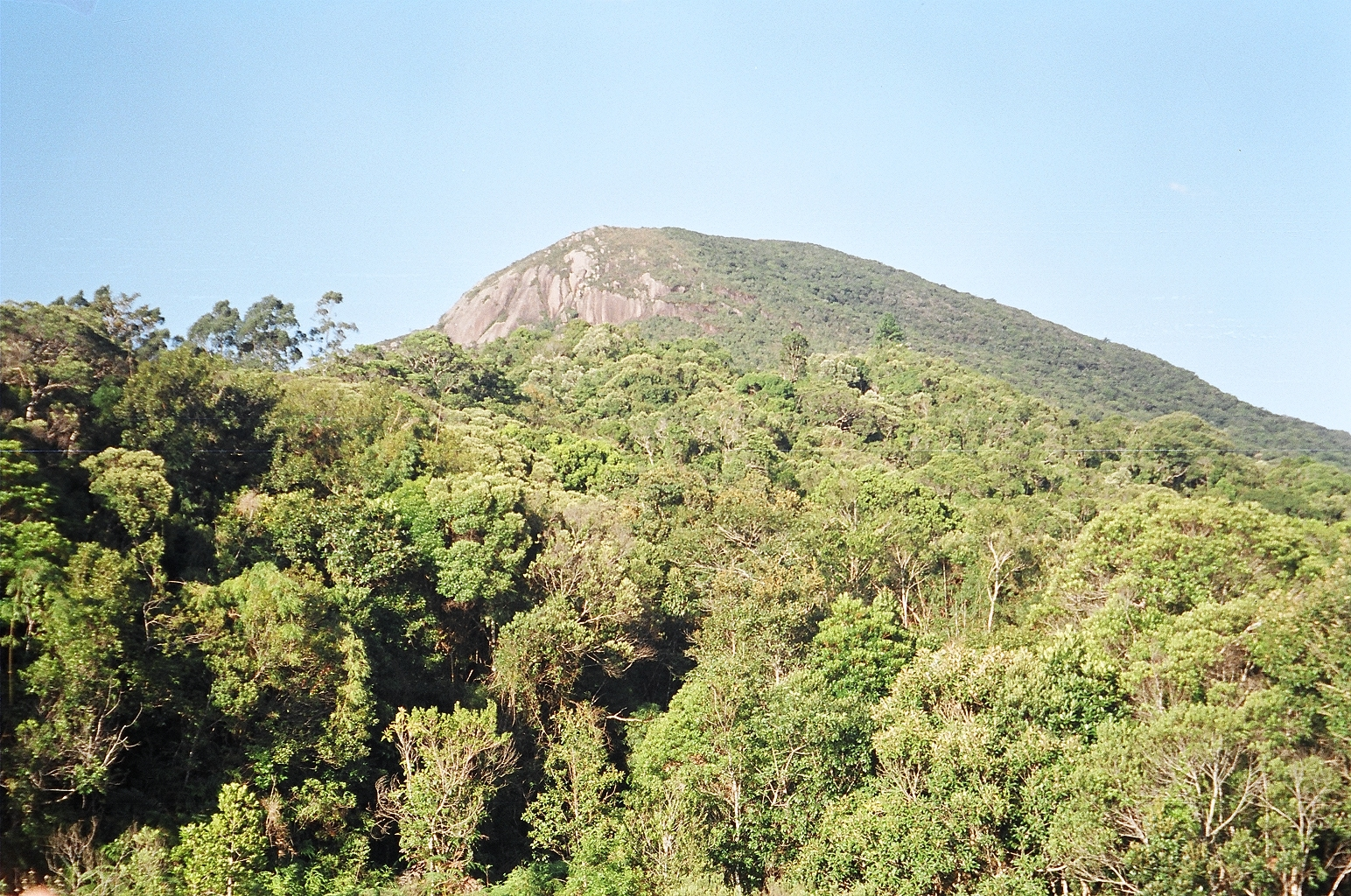
Morro do Anhangava, Serra da Baitaca